# UFC 149
UFC 149: Faber vs. Barão fue un evento de artes marciales mixtas celebrado por Ultimate Fighting Championship el 21 de julio de 2012 en el Scotiabank Saddledome, en Calgary, Alberta, Canadá.

## Historia
La pelea entre Michael Bisping y Tim Boetsch, originalmente programada para UFC 148, se trasladó a este evento para ayudar a reforzar esta cartelera (UFC 149). Sin embargo, Bisping fue obligado a salir de la pelea por una lesión y fue reemplazado por el recién llegado promocional Héctor Lombard.
Yoshihiro Akiyama se espera hacer frente a Thiago Alves en este evento, pero se vio obligado a retirarse de la pelea debido a una lesión y fue reemplazado por Siyar Bahadurzada. El 1 de junio, Alves se retiró de la pelea citando una lesión y fue reemplazado por Chris Clements. Sin embargo, Bahadurzada también se vio a retirarse fuera de la pelea por una lesión y fue reemplazado por Matthew Riddle.
Thiago Silva se espera hacer frente a Mauricio Rua en el evento. Sin embargo, Silva fue obligado a salir de la pelea por una lesión y Rua fue retirado del evento por completo, se enfrentaría a Brandon Vera en UFC on Fox: Shogun vs. Vera.

## Resultados
1. ↑  Por el Campeonato Interino de Peso Gallo de UFC.
2. ↑  Anulado debido a la prueba de drogas positiva; Riddle originalmente ganó por sumisión (arm-triangle choke).
3. ↑  Anulado debido a la prueba de drogas positiva; Rivera originalmente ganó por KO (golpes).

## Premios extra
Cada peleador recibió un bono de $65,000.
- Pelea de la Noche: Bryan Caraway vs. Mitch Gagnon
- KO de la Noche: Ryan Jimmo
- Sumisión de la Noche: Matthew Riddle